# Мурад IV
Мурад IV (на турски: IV. Murad) е 17-ият султан на Османската империя от 10 септември 1623 до смъртта си на 8 февруари 1640 година. Той отнема от Персия – Ереван, Тебриз и Багдад. Получава прозвището „Завоевателя на Багдад“ и през 1638 г. построява Багдадския павилион в двореца „Топкапъ“. Скоро след това здравето му се влошава и умира през 1640 г. само на 27 години от цироза на черния дроб.

## Произход
Син е на султан Ахмед I и на етническата гъркиня Кьосем Султан.

## Управление

### Първи период (1623 – 1632)
Мурад IV застава на престола през 1623 г., вследствие на държавен преврат, предизвикан от неговата майка – Кьосем Султан, която премахва от престола чичото на Мурад – султан Мустафа I. Фактически властта поема Кьосем Султан заедно с нейни доверени лица. Сред нейните подчинени се отличават великият везир Гюрджю Мехмед паша и Хаджи ага.
Първите години на султан Мурад IV, който всъщност не управлявал държавата, а този ангажимент бил на плещите на неговата майка, били много трудни за Османската империя. Започналата през 1623 г. война с иранския шах Абас I следва неуспешна линия. Още през първата година от войната персийската войска взима Багдад под свой контрол. През следващата година под властта на Сефевидите падат целият Арабски Ирак заедно с Мосул и Басра и свещените за шиитите градове Наджаф и Кербала.
Едновременно с това не прекъсвали успешните морски походи на казаците срещу Османската империя. В добавка през 1625 г. започва чумна епидемия и за три месеца в столицата умират десетки хиляди души. Едновременно с това хазната е твърде малка след изтощителните неуспешни войни и се налагат нови постъпления от други места. Също така се налага увеличение на войската, която достига до числото 100 хиляди при Мурад IV.

### Самостоятелно управление и реформи (1632 – 1640)
Мурад IV поема изцяло управлението на Османската империя през 1632 г. на 20-годишна възраст. Предприема строги мерки за установяване на порядък в империята. Много административни и съдебни служители са обвинени в злоупотреби и корупция и осъдени на смърт или прогонени. Не са пощадени дори и членове на султанското семейство, като са убити принц Баязид (1635), принц Сюлейман (1635) и принц Касъм (1638).
През 1638 г., по негова заповед е построен Багдадския павилион (кьошк) в двореца Топкапъ, в чест на победата над персите. За около една година редът в империята е въдворен, а властта и престижът на султана възстановени. Султанът издава ферман, забраняващ употребата на кафе, тютюн и вино в Истанбул. На 20 януари 1639 г. по заповед на султан Мурад е удушен чичо му – бившия султан Мустафа I.
Проявява се като реставратор на религиозните и морални добродетели на мюсюлманите. Стабилизира държавните финанси, като конфискува незаконно придобитите богатства, извършва ревизия на данъчните регистри и изисква редовно изплащане на данъците.
Във военен аспект успех е отнемането на Багдад от персите и сключването на изгоден мир с Персия.
Когато умира през 1640 г. на 28 ненавършени години, Османската империя се намира в благоприятно политическо положение: възстановен е вътрешният мир, победени са външните неприятели и са заздравени отношенията със западните държави. Управлението на Мурад IV позволило да се възстановят престижът, силата и стабилността на Османската империя.
Султан Мурад IV умира на 8 февруари 1640 г., от цироза на черния дроб. Османския престол наследява Ибрахим I.

## Полско-османска война (1633 – 1634)
Полско-османската война представлява военни действия, водени на територията на Украйна, между Жечпосполита (Кралство Полша) и Османската империя. Тази война е водена по време на мащабната Смоленска война (1632 – 1634), водена между Жечпосполита и Руското царство. Така че, Полско-османската война може да се смята за втори фронт на по-широкообхватната война. Османската империя се възползва от затрудненото положение на Полското кралство, което се намира в обсега на атаките на Руското царство.
През лятото на 1633 г., привидно без заповед на османския султан, силистренския паша – Абаза паша, преминава река Днепър с 2000-ен татарски отряд и започва да разграбва Подолието. Под предводителството на Станислав Конецполски – коронования гетман на Жечпосполита, татарския отряд е изтласкан от Днепър, преминава кръгът Сасов Рог, и там отряда е разгромен от Прусия. Тогава в началото на август същата година, лично Абаза паша предвожда османската войска, която преминава Дунав и се съединява с войските на молдовския господар, и в средата на октомври заемат старите позиции на султан Осман II от времето на Хотинската война през 1621 г. Именно там срещат съпротивата на гетман Конецполски, който е с 1000 кварцова войска, 1250 запорожци и 7000 частна войска от магнати. Полската войска също заема и старите позиции под Каменец. На 19 октомври 1633 г., на помощ на Абаза паша се притичат татарите от Буджакската орда. На 23 октомври Абаза паша, който е бил уверен в превъзходството на своята войска, започва битка, но е разбит, и е принуден да отстъпи зад граница. Понеже Абаза паша по-рано убеждавал султан Мурад в това, че Жечпосполита не е в състояние да се противопостави на османското нападение, султанът заповядва пашата да бъде удушен, след завръщането му. На следващата 1634 г. султан Мурад обявява джихад на Жечпосполита, но победата на полската войска над предвожданата от Михаил Шеин, руска армия в хода на Смоленската война, го принуждава да се откаже от военни действия срещу Полското кралство, и да се съгласи на вечен мир с Жечпосполита.

## Семейство
Синове
- Ахмед (21 декември 1628 – 1639)
- Нуман (1628 – 1629)
- Орхан (1629 – 1629)
- Хасан (Март 1631 – 1632)
- Сюлейман (2 февруари 1632 – 1635)
- Мехмед (8 август 1633 – 1640)
- Осман (9 февруари 1634 – февруари 1634)
- Алаедин (26 август 1635 – 1637)
- Селим (1637 – 1640)
- Абдулхамид (15 май 1638 – 1639)

Дъщери
Мурад има три дъщери:
- Кая Султан или Исмихан (1633 – 1659)
- Сафие Султан
- Рукие Султан (починала през 1696 г.)

## В културата
- В турския сериал – Великолепният век:Кьосем, ролята на султан Мурад е изпълнена от Метин Акдюлгер.